# Adontorhina lynnae
Adontorhina lynnae is een tweekleppigensoort uit de familie van de Thyasiridae. De wetenschappelijke naam van de soort is voor het eerst geldig gepubliceerd in 2000 door Valentich-Scott.